# Tesla Roadster (2008)
Tesla Roadster (2008) je električni sportski kabriolet kojeg je proizvodila američka tvrtka Tesla Motors od 2008. do 2012. godine. Puni s litij-ionskim baterijama.
Ubrzanje od 0 do 100 km/h postiže, ovisno o modelu, za manje od 4 sekunde. S jednim punjenjem može prijeći oko 390 km.

## Povijest
Tesla Roadster je predstavljen prvi put 19. srpnja 2006. u Santa Monici, Kalifornija.
Karoserija je, uz preinake, izrađena je na bazi Lotus Elise.

## Vanjske poveznice
|  | Zajednički poslužitelj ima još gradiva o temi Tesla Roadster |

- www.teslamotors.com  Arhivirana inačica izvorne stranice od 14. listopada 2007. (Wayback Machine)